# Lebensphasenorientierte Arbeitszeit
Der Begriff lebensphasenorientierte Arbeitszeit, auch lebensphasenorientierte Arbeitszeitgestaltung, steht für eine langfristige Vereinbarung zur flexiblen Arbeitszeit, in der schwankende Zeiterfordernisse der Beschäftigten Berücksichtigung finden und Freistellung, Teilzeit- oder Vollzeitarbeit arbeitsvertraglich geregelt werden. Insbesondere werden dabei Zeiterfordernisse berücksichtigt, die sich aus wechselnden familiären Anforderungen der Beschäftigten ergeben.

## Beschreibung
Lebensphasenorientierte Arbeitszeit ermöglicht einen intensiveren Arbeitszeiteinsatz in bestimmten Lebensphasen, insbesondere in den ersten Berufsjahren, sowie einen verringerten Arbeitszeiteinsatz in anderen Lebensphasen, etwa:
- bei der berufsbegleitende Absolvierung einer Weiterbildung oder eines Studiums,
- zum gleitenden Wiedereinstieg nach einer familienbedingten Auszeit,
- zur intensiveren Begleitung von Kindern während des Übergangs an weiterführende Schulen,
- für ein Sabbatical,
- zur Betreuung pflegebedürftiger Angehöriger,
- zur Reduzierung der Arbeitszeit im Alter als gleitender Übergang in den Ruhestand.

## Realisierung
Ein lebensphasenorientierte Arbeitsgestaltung kann zum Beispiel durch ein Lebensarbeitszeitkonto realisiert werden. Des Weiteren sind Familienteilzeit, Kinderbonuszeit und Altersteilzeit Elemente einer lebensphasenorientierten Arbeitsgestaltung, die sich auf jeweils eine bestimmte Lebensphase oder Lebenssituation beziehen.
Für den Arbeitgeber gestaltet sich die Personalplanung bei diesem Arbeitszeitmodell vergleichsweise aufwändig, da in diesem Modell den Wünschen der Beschäftigten nach Zeitsouveränität weitgehend Rechnung getragen werden soll. Es können sich Überbrückungssituationen oder ein Bedarf für Neueinstellungen ergeben.
Arbeitszeitkonten werden von Arbeitnehmern vergleichsweise selten dafür genutzt, während der sogenannten Rush-Hour des Lebens eine bessere Vereinbarkeit von Familie und Beruf zu erzielen. Sie werden vorwiegend in späteren Lebensphasen genutzt.

## Beispiele
Ein Beispiel für wechselnde Arbeitszeiten im Verlauf des Lebens sind: eine erste, arbeitsintensive Phase des Berufseinstiegs, anschließend eine Reduzierung der Arbeitszeit während einer Familienphase (oft auch als Rush-Hour des Lebens bezeichnet) und eine späte Phase mit der Möglichkeit einer reduzierten Wochenarbeitszeit (zum Beispiel in Form von Altersteilzeit).
Ein besonderer Aspekt der lebensphasenorientierter Arbeitszeit ist die alternsgerechte Arbeitszeit. Der Grundgedanke dieses Konzepts besteht darin, das Arbeitsvolumen im Alter bei reduzierter wöchentlicher Arbeitszeit über eine längere Lebensspanne zu strecken. In der Personalpolitik gilt sie als vorausschauende Reaktion auf die zunehmende Alterung der Belegschaften. Die lebensorientierte Arbeitszeit soll zugleich die individuelle Work-Life-Balance fördern und der betrieblichen Gesundheitsförderung dienen.